# Kalinovo
Kalinovo (allemand : Kalnau,  hongrois : Kálnó) est un village de Slovaquie situé dans la région de Banská Bystrica.

## Histoire
La première mention écrite du village date de 1279.

## Démographie

### Évolution de la population
| Année:               | 1994. | 2004.   | 2014.   | 2024.   |
| -------------------- | ----- | ------- | ------- | ------- |
| Nombre de personnes: | 2288  | 2319    | 2188    | 2253    |
| Différence:          |       | +1,35 % | -5,64 % | +2,97 % |

| Année:               | 2023. | 2024.   |
| -------------------- | ----- | ------- |
| Nombre de personnes: | 2233  | 2253    |
| Différence:          |       | +0,89 % |